# Jin Gyeong-suk
Jin Gyeong-suk (* 24. Juni 1980 in Nordkorea; † 2005 in Ch’ŏngjin, Nordkorea) war eine nordkoreanische Frau, der 2002 die Flucht nach Südkorea gelang und die zwei Jahre später von China aus gewaltsam zurück nach Nordkorea verschleppt wurde, wo sie später im Internierungslager Ch’ŏngjin an den Folgen von Folter verstarb.

## Entführung
Im August 2004 reisten Jin Gyeong-suk, die inzwischen einen südkoreanischen Pass besaß, und ihr Ehemann Mun Jeong-hun unter dem Vorwand einer Hochzeitsreise in die Provinz Jilin, Nordchina. Das Paar hatte geplant, im Auftrag einer japanischen Produktionsfirma einen Videofilm über die Verstrickungen Nordkoreas in Drogengeschäfte zu drehen. Dazu trafen sie sich auf der chinesischen Seite des Flusses Tumen, der die Grenze zwischen China und Nordkorea bildet, mit einem angeblichen Mittelsmann. Dieser sollte eine Videokamera nach Nordkorea schmuggeln, um beweiskräftige Filmaufnahmen zu machen. Doch die Begegnung erwies sich als Falle: Jin und ihr Ehemann wurden von vier als Straßenarbeiter verkleideten Männern, vermutlich Agenten des nordkoreanischen Geheimdienstes, überfallen. Während sich der Ehemann noch rechtzeitig in Sicherheit bringen konnte, wurde Jin Gyeong-suk in einen Sack gezwängt und über den Tumen nach Nordkorea verschleppt. Spätere Recherchen ergaben, dass sie in das in der nördlichen Provinz Hamgyong gelegene Internierungslager Ch’ŏngjin gebracht wurde, wo sie verhört und gefoltert wurde.

## Politische Folgen
Der Fall enthielt eine gewisse politische Brisanz, und zwar aus zweierlei Gründen:
Erstens: Da Jin Gyeong-suk einen südkoreanischen Pass besaß, handelte es sich um die Entführung einer Südkoreanerin von chinesischem Boden aus. Somit waren Südkorea und China in den Fall verwickelt. Als nordkoreanische Staatsbürgerin wäre Jin Gyeong-suks rechtliche Situation eine andere gewesen, da China Flüchtlinge nach Nordkorea ausliefert. Chinesische Behörden behaupteten, Jin Gyeong-suk hätte sich bei ihrer Entführung bereits auf nordkoreanischem Territorium befunden, um ihrer Schwester zur Flucht zu verhelfen.
Zweitens: Es wurde diskutiert, ob Jin Gyeong-suk entführt oder lediglich nach nordkoreanischem Recht verhaftet worden war. Das Gesetz besagt, dass der Spionage verdächtige Ausländer – und als solche war Jin Gyeong-suk aufgrund ihres südkoreanischen Passes zu betrachten – mit bis zu sieben Jahren Arbeitslager bestraft werden können. Ein Regierungsbeamter sagte: "Wir warnen Flüchtlinge immer, dass China ein gefährliches Pflaster für sie ist, aber solche Zwischenfälle passieren. Wir können nicht verstehen, wie man das Recht auf freies Reisen einfordern und dann versuchen kann, als nordkoreanischer Überläufer ein nordkoreanisches Video zu verkaufen."

## Aktivitäten zur Befreiung
Der Fall erregte großes Aufsehen in den asiatischen Medien. Es schalteten sich Menschenrechtsorganisationen ein und unternahmen Anstrengungen zur Freilassung von Jin Gyeong-suk bzw. versuchten herauszufinden, ob diese noch am Leben war. Die Familie verfasste eine Petition an den damaligen südkoreanischen Präsidenten Roh Moo-hyun und drängte auf eine Rückführung von Jin Gyeong-suk nach Südkorea, ohne jedoch eine Antwort des Präsidenten zu erhalten.
Jin Gyeong-suk starb im Straflager Chongjin an den Folgen der Folter.